# Избяной
Избяной — посёлок в Ельниковском районе Мордовии. Входит в состав Надеждинского сельского поселения.

## История
Основан в 1920-е годы. По данным на 1931 год посёлок входил в состав Алексеевского сельсовета и состоял из 57 дворов.

## Население
| 2002 | 2010 |
| ---- | ---- |
| 21   | ↘19  |

Национальный состав
Согласно результатам Всероссийской переписи населения 2002 года, в национальной структуре населения русские составляли 95 %.